# 共同世界
共同世界是指，在小說等虛構作品，由同一作者或複數不同作者使用相同的世界觀設定與登場人物所創作的作品群，或是指所分享的世界設定。和多位作者共同完成一篇故事的協同寫作形成對照。

## 概要
在奇幻與科幻作品中並不少見的形態。英語多稱為，日語則一般稱「(shared world)」。
和即使角色與設定一樣但各作品間的歷史演進會有差異的平行世界不同，共同世界各作品原則上視為是完全在同一個世界所發生的事，歷史演進亦互相尊重彼此的設定。也就是說，各作品的事件可以寫在一張歷史年表上而不致產生矛盾。不過因為作者與作品數量的增加，有時會發生無法完全整合的影響。關於著作權方面，一般是向各作品作者取得同意，與向基礎作品的著作權者取得許可的方式來解決版權問題。
共同世界和由多人架構世界觀的桌上角色扮演遊戲有較高的關連性，後述列表中有許多共同世界作品同時以小說和桌上角色扮演遊戲形式發展。

### 網路上的共同世界
由於網際網路的發達，亦形成了在Web上分享網路小說的共同世界，有多數管理網站存在。
在網路上每個人都可以參與創作發表的共同世界稱為開放共同世界，其中尤其free的稱為自由共同世界。

## 主要共同世界作品

### 多重類
- 九把刀小說「都市恐怖病」系列、「殺手系列小說」以及「樓下的房客」
- 昆汀·塔倫提諾電影：昆汀·塔倫提諾曾經證實自己名下製作的電影都屬於兩條不同的共同宇宙，片中有許多暗藏的虛構巧思，將作品之間秘密地串連在同一個宇宙。
- 馬特·格勒寧宇宙與塞思·麥克法蘭宇宙：馬特·格勒寧製作的《辛普森家庭》、《飛出個未來》、《崩壞夢王國》與塞思·麥克法蘭製作的《蓋酷家庭》、《美國老爹》、《克利夫蘭秀》皆各自都有些依據情節有互相關聯，甚至兩個宇宙作品有時以作品當中事物互相客串。由於同一家FOX電視台，原創作者攜手製作播出的蓋酷家庭的特別劇集〈The Simpsons Guy〉便是與《辛普森家庭》合作。

### 推理
- 「神探福爾摩斯」系列與「亞森.羅蘋」系列

### 奇幻
- Thieves' World（Robert Asprin等人創作，最早有規模的共同世界）
- 哈利波特系列小說
  - 包括延伸作品吟遊詩人皮陀故事集等等，時間線參見哈利波特大事年表
- 哈利波特系列電影(包括怪獸與牠們的產地 (電影))
- 龍與地下城的背景世界
  - 密斯塔拉（Mystara）
  - 龍槍（Dragonlance）
  - 被遺忘的國度（Forgotten Realms）
  - 灰鷹（Greyhawk）
  - 艾伯倫（Eberron）
- 格倫瑟（Glorantha）
  - 符咒探險（RuneQuest）
  - 英雄戰爭
- 巫術（Wizardry） 
  - 劍之世界系列
  - 羅德斯島戰記系列
  - 水晶國傳說（日语：クリスタニア）系列
- 六門世界（日语：モンスターコレクション）系列
- 神曲奏界系列
- 幻想國（日语：ファンタージエン）系列
- 魔戒、哈比人歷險記及精靈寶鑽系列

### 科幻
- 星艦奇航記系列
- 星際大戰系列
- 旅行者
- 闇影狂奔（Shadowrun）系列
- 百變王牌（Wild Cards）系列（喬治·R·R·馬丁等人創作的科幻小說）
- 蓬萊學園系列
- 灼熱的龍騎兵（レッドホット・ドラグーン）
- 七都市物語
- 機動戰士GUNDAM系列的一部分作品，如宇宙世紀系列。
- 「記憶傳承人」「歷史刺繡人」「森林送信人」「我兒佳比」
- 怪獸宇宙
- SCP基金會
- 探險活寶系列與阿嗨大冒險（部分集數提到有共同宇宙）

### 恐怖
- 克蘇魯神話
- 「妖魔夜行／百鬼夜翔」系列（Group SNE）
- 厲陰宅系列電影

### 超級英雄
- 漫威漫畫（延伸影視宇宙請见漫威电影宇宙、索尼影業蜘蛛俠宇宙）
- DC漫畫（延伸影視宇宙請见DC扩展宇宙、綠箭宇宙）
- 「這年頭超人很難當」，「這年頭超人很心酸」
- 超人力霸王

### 日本漫畫、動畫、戲劇、電影
- 《純情羅曼史》與《世界第一初戀》
- 《叛逆思春期》與《放浪男孩》
- 《Q.E.D.》與《C.M.B.》
- 《月姬》與《空之境界》
- 《漂丿男子漢》系列與《HiGH&LOW 熱血街頭》系列
- 《名偵探柯南》、《神偷怪盜》與《魯邦三世》（部分同一家日本電視台播出的特別動畫，與前兩者是不同原作者）
- 《藍光人系列》（《絕對無敵》、《元氣爆發》、《熱血最強》與《完全勝利》）
- 《靈異教師神眉》與《靈媒師東名》
- 《七龍珠》、《怪博士與機器娃娃》、《航海王》與《美食獵人》（後兩者與前一者合作於同一家富士電視台播出的特別動畫，與前兩者是不同原作者）
- 《BLEACH》與《BURN THE WITCH》
- 《犬夜叉》與《半妖的夜叉姬》
- 新海誠宇宙：《言葉之庭》、《你的名字》與《天氣之子》

日劇《法醫女王》、《MIU404》與電影《LAST MILE》為共享宇宙

### 香港漫畫、香港電影
- 古惑仔
- 古惑仔電影系列

### 遊戲
- 超級機器人大戰系列

## 相關項目
- 桌上角色扮演遊戲
- 系列
- 創用CC - 推廣共享創作的著作權組織
- 明星系統

## 外部連結
- オープンシェアワールド（OSW） Wiki  （页面存档备份，存于）